# Toronto International Film Festival 2016
Das 41. Toronto International Film Festival fand von 8. bis 18. September 2016 statt. Ab 26. Juli 2016 waren die ersten Filme bekanntgegeben worden, darunter der Eröffnungsfilm Die glorreichen Sieben von Antoine Fuqua. Unter anderem feierte die Filme Deepwater Horizon von Peter Berg, All I See Is You von Marc Forster, American Pastoral von Ewan McGregor, LBJ von Rob Reiner, Lion – Der lange Weg nach Hause von Garth Davis, Planetarium von Rebecca Zlotowski, Queen of Katwe von Mira Nair, Ein verborgenes Leben – The Secret Scripture von Jim Sheridan und A United Kingdom von Amma Asante auf dem Toronto International Film Festival 2016 ihre Weltpremiere. In der Sektion Discovery feierte die deutsche Koproduktion Kati Kati Weltpremiere. Insgesamt wurden 397 Filme vorgestellt, darunter 101 Kurzfilme. 138 Filme feierten im Rahmen des Festivals ihre Weltpremiere. Der Film La La Land von Damien Chazelle wurde am Abschlussabend des Filmfestivals nach einer Wahl durch das Publikum mit dem Grolsch People's Choice Award ausgezeichnet.

## Programm

### Opening Night

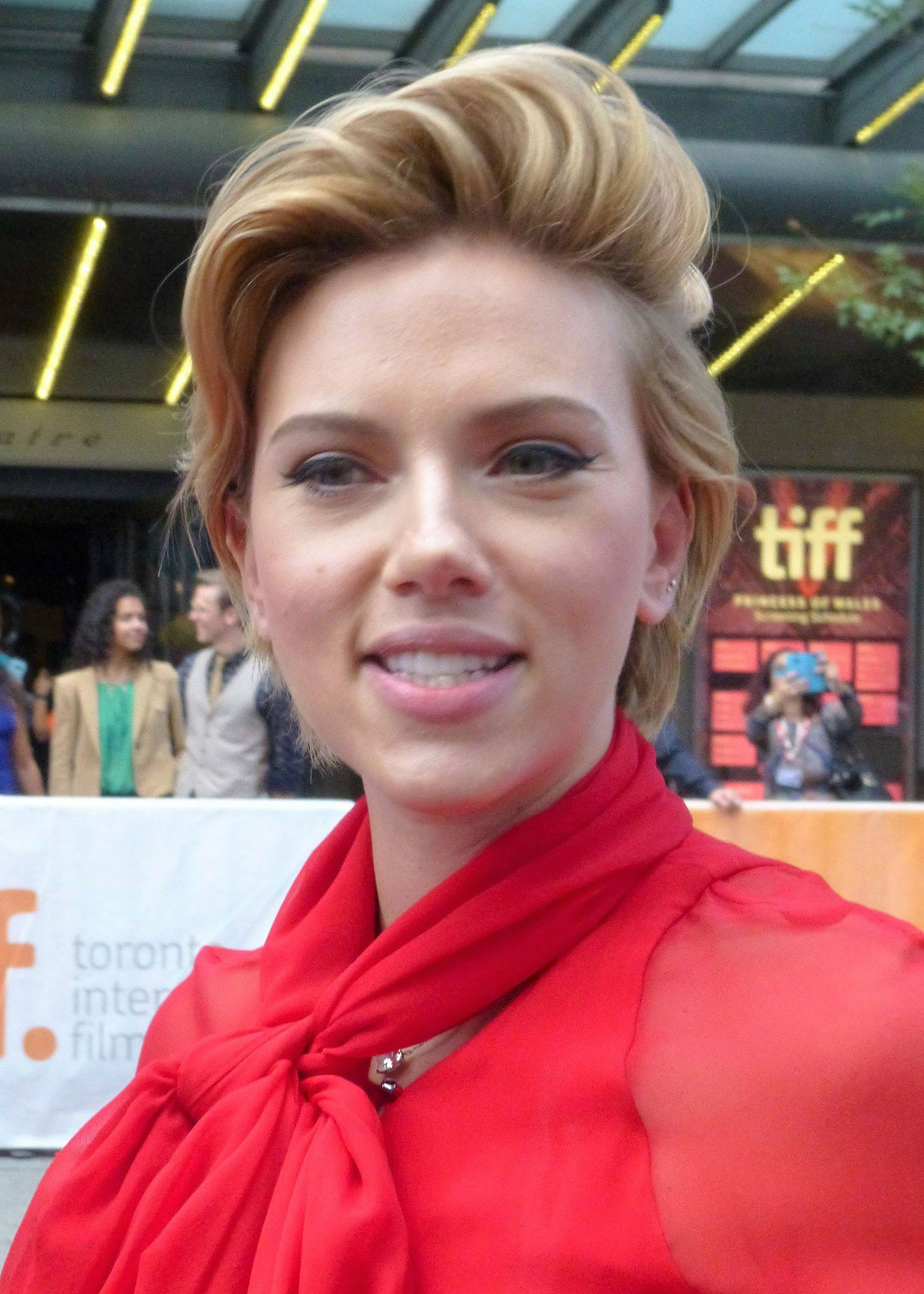
Scarlett Johansson bei der Premiere von Sing

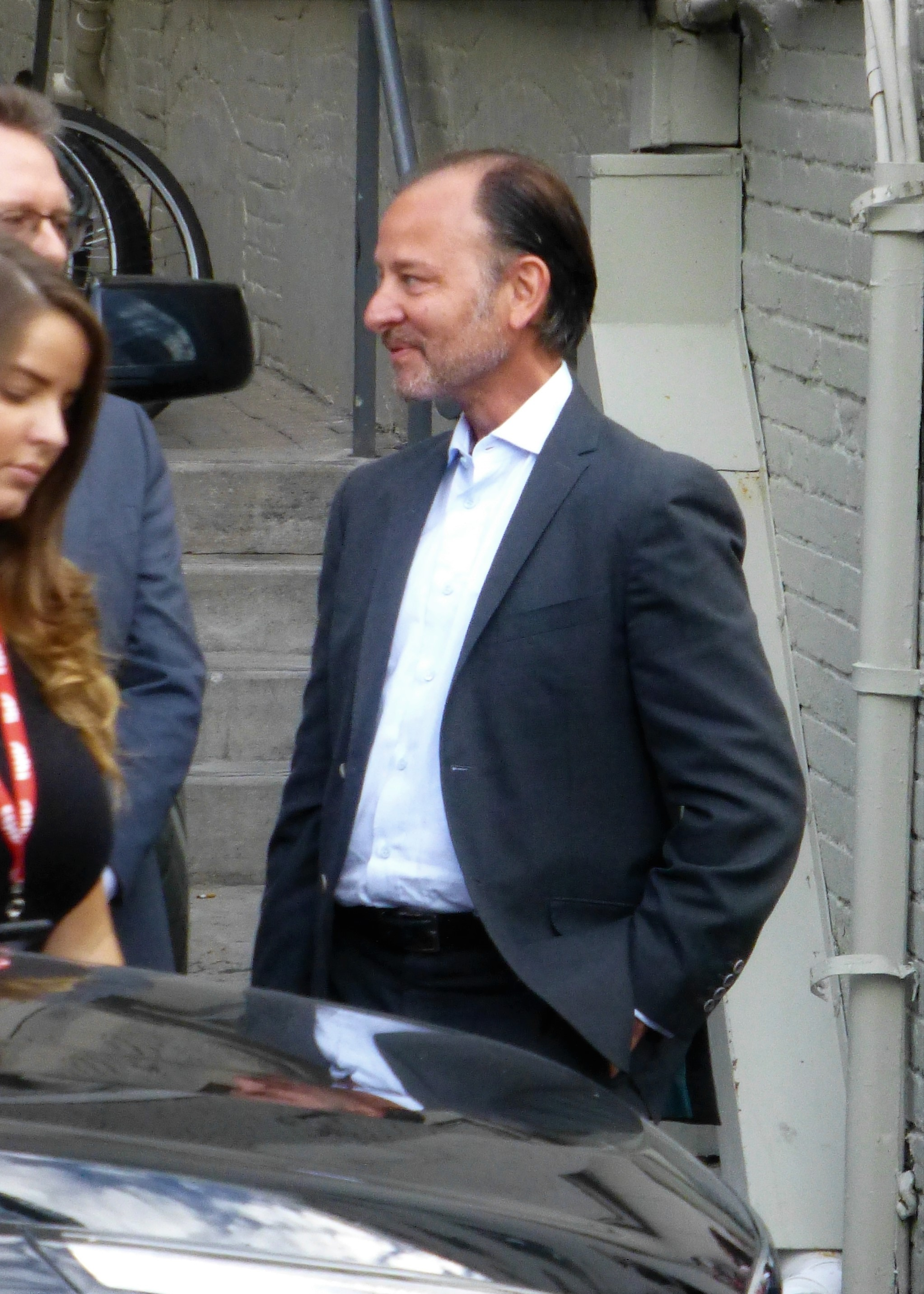
Fisher Stevens bei der Premiere des Films Before the Flood

Als Eröffnungsfilm wurde Die glorreichen Sieben von Antoine Fuqua gewählt. Zur Vorstellung des Films an exponierter Stelle sagten die Organisatoren, mit seinen vielfältigen Besetzung und einer fesselnden Inszenierung definiere der Film die Epik des Western unserem Zeitalter entsprechend neu. Auch die Kritiker meinten vielfach, bei der Besetzung handele es sich um eine Zusammenstellung verschiedener Ethnien, die das Kino gerade brauche. Scott Feinberg von The Hollywood Reporter bemerkte, das gesamte Toronto International Film Festival habe 2016 im Zeichen der Diversität gestanden. Neben dem afroamerikanischen Regisseur Antoine Fuqua waren bei der Premiere des Films auch einige der Glorreichen Sieben anwesend, darunter der mexikanische Schauspieler Manuel Garcia-Rulfo und der koreanische Schauspieler Lee Byung-hun.

### Gala Presentations
- Arrival – Denis Villeneuve
- Deepwater Horizon – Peter Berg
- The Edge of Seventeen – Das Jahr der Entscheidung (The Edge of Seventeen) – Kelly Fremon Craig
- Die glorreichen Sieben – Antoine Fuqua
- The Headhunter's Calling – Mark Williams
- Ihre beste Stunde – Drehbuch einer Heldin (Their Finest) – Lone Scherfig
- The Journey Is the Destination – Bronwen Hughes
- Justin Timberlake + The Tennessee Kids – Jonathan Demme
- LBJ – Rob Reiner
- Lion – Der lange Weg nach Hause (Lion) – Garth Davis
- Loving – Jeff Nichols
- Norman (Norman: The Moderate Rise and Tragic Fall of a New York Fixer) – Joseph Cedar
- Olé Olé Olé! : A Trip Across Latin America – Paul Dugdale
- Planetarium – Rebecca Zlotowski
- The Promise – Die Erinnerung bleibt (The Promise) – Terry George
- Queen of Katwe – Mira Nair
- Ein verborgenes Leben – The Secret Scripture (The Secret Scripture) – Jim Sheridan
- Sieben Minuten nach Mitternacht (A Monster Calls) – J. A. Bayona
- Snowden – Oliver Stone
- Strange Weather – Katherine Dieckmann
- A United Kingdom – Amma Asante

### Special Presentations
- (re)ASSIGNMENT – Walter Hill
- The Age of Shadows (Mil-jeong) – Kim Jee-woon
- All I See Is You – Marc Forster
- Alles was kommt (L’avenir) – Mia Hansen-Løve
- American Honey – Andrea Arnold
- American Pastoral – Ewan McGregor
- Asura – The City of Madness – Kim Sung-soo
- Barakah Meets Barakah (Barakah yoqabil Barakah) – Mahmoud Sabbagh
- Barry – Vikram Gandhi
- Below Her Mouth – April Mullen
- Birth of the Dragon – George Nolfi
- The Birth of a Nation – Nate Parker
- Bleed for This – Ben Younger
- Blue Jay – Alex Lehmann
- Brimstone – Martin Koolhoven
- BrOTHERHOOD – Noel Clarke
- Burn Your Maps – Jordan Roberts
- Carrie Pilby – Susan Johnson
- Catfight – Onur Tukel
- Chuck – Der wahre Rocky (Chuck) – Philippe Falardeau
- City of Tiny Lights – Pete Travis
- The Commune – Thomas Vinterberg
- Daguerrotype – Kiyoshi Kurosawa
- A Death in the Gunj – Konkona Sen Sharma
- Denial – Mick Jackson
- Einfach das Ende der Welt (Juste la fin du monde) – Xavier Dolan
- Elle – Paul Verhoeven
- Frantz – François Ozon
- Harmonium – Kôji Fukada
- I Am Not Madame Bovary – Feng Xiaogang
- The Journey – Nick Hamm
- King of the Dancehall – Nick Cannon
- La La Land – Damien Chazelle
- The Limehouse Golem – Juan Carlos Medina
- Manchester by the Sea – Kenneth Lonergan
- Mascots – Christopher Guest
- Maudie – Aisling Walsh
- Neruda – Pablo Larraín
- Nocturnal Animals – Tom Ford
- The Oath – Baltasar Kormákur
- Orphan – Arnaud des Pallières
- Paris kann warten (Paris Can Wait) – Eleanor Coppola
- Paterson – Jim Jarmusch
- The Salesman – Asghar Farhadi
- Salt and Fire – Werner Herzog
- Sing – Garth Jennings
- Souvenir – Bavo Defurne
- Die Taschendiebin (Agassi) – Park Chan-wook
- Toni Erdmann – Maren Ade
- Das Gesetz der Familie (Trespass Against Us) – Adam Smith
- Una – Benedict Andrews
- Unless – Alan Gilsenan
- The Wasted Times – Cheng Er
- Weirdos – Bruce McDonald

### Vanguard (Auswahl)
- The Bad Batch – Ana Lily Amirpour
- Buster’s Mal Heart – Sarah Adina Smith
- Colossal – Nacho Vigalondo
- Godspeed – Chung Mong-hong
- I Am the Pretty Thing That Lives in the House – Osgood Perkins
- Interchange – Dain Iskandar Said
- Message from the King – Fabrice Du Welz
- My Entire High School Sinking Into the Sea – Dash Shaw
- The Untamed (La región salvaje) – Amat Escalante
- Without Name – Lorcan Finnegan

### TIFF Docs
- All Governments Lie: Truth, Deception, and the Spirit of I.F. Stone – Fred Peabody
- Before the Flood – Fisher Stevens
- Black Code – Nicholas de Pencier
- Giants of Africa – Hubert Davis
- Mostly Sunny – Dilip Mehta
- The Skyjacker's Tale – Jamie Kastner
- The Stairs – Hugh Gibson
- The River of My Dreams – Brigitte Berman

### Short Cuts Canada
- 3-Way (Not Calling) – Molly McGlynn
- 5 Films About Technology – Peter Huang
- Blind Vaysha – Theodore Ushev
- Cleo – Sanja Zivkocic
- CYCLES – Joe Cobden
- DataMine – Timothy Barron Tracey
- Emma – Martin Edralin
- Four Faces of the Moon – Amanda Strong
- A Funeral For Lightning – Emily Kai Bock
- Gods Acre – Kelton Stephanowich
- HAND.LINE.COD. – Justin Simms
- Imitations – Fabian Valesco und Milos Mitrovic
- Late Night Drama – Patrice Laliberté
- Mariner – Thyrone Tommy
- Mutants – Alexandre Dostie
- Nothing About Moccasins – Eden Mallina Awashish
- Nutag – Homeland – Alisi Telengut
- Oh What a Wonderful Feeling – Francois Jaros
- Plain and Simple – Raphael Ouellet
- Red of the Yew Tree – Marie Hélène Turcotte
- The Road to Webequie – Ryan Noth und Tess Girard
- Shahzad – Haya Waseem
- Small Fry – Eva Michon
- The Smoke – Rebecca Addelman
- Snip – Terril Calder
- The Taste of Vietnam – Pier-Luc Latulippe
- TMG 103 – Walter Woodman
- Tshiuetin – Caroline Monnet
- Twisted – Jay Cheel
- Whispering Breeze – Jonathan Tremblay
- Wild Skin – Ariane Louis-Seize
- Your Mother and I – Anna Maguire

### Wavelengths
- 350 MYA – Terra Long
- Dark Adaptation – Chris Gehman
- Strange Vision of Seeing Things – Ryan Ferko
- Untitled, 1925 – Madi Piller

### Discovery
In der Sektion Discovery wurden Filme mit zukunftsorientierter Ausrichtung gezeigt.
- ARQ – Tony Elliott

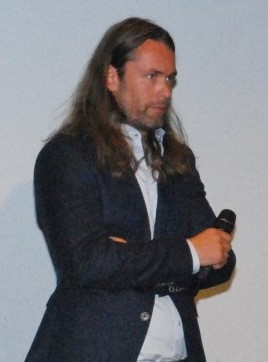
Guðmundur Arnar Guðmundsson bei der Premiere von Herzstein

- Blessed Benefit (Inshallah Estafadet) – Mahmoud al-Massad
- Boys in the Trees – Nicholas Verso
- Le Ciel Flamand (Flemish Heaven) – Peter Monsaert
- Divines – Houda Benyamina
- The Empty Box (La caja vacía) – Claudia Sainte-Luce
- The Fury of a Patient Man (Tarde para la ira) – Raúl Arévalo
- The Giant (Jätten) – Johannes Nyholm
- Der glücklichste Tag im Leben des Olli Mäki (Hymyilevä mies) – Juho Kuosmanen
- Godless (Bezbog) – Raliza Petrowa
- Guilty Men (Pariente) – Iván D. Gaona
- Herzstein (Hjartasteinn) – Guðmundur Arnar Guðmundsson
- Hello Destroyer – Kevan Funk
- Hunting Flies – Izer Aliu
- In the Blood (I blodet) – Rasmus Heisterberg
- In the Radiant City – Rachel Lambert
- Jean of the Joneses – Stella Meghie
- Jeffrey – Yanillys Perez
- Jesús – Fernando Guzzoni
- Joe Cinque’s Consolation – Sotiris Dounoukos
- Kati Kati – Mbithi Masya
- Katie Says Goodbye – Wayne Roberts
- The Levelling – Hope Dickson Leach
- Little Wing (Tyttö nimeltä Varpu) – Selma Vilhunen
- Mad World (Yat Nim Mou Ming) – Wong Chun
- Das Mädchen aus dem Norden (Sameblod) – Amanda Kernell
- Marija – Michael Koch
- Noces – Stephan Streker
- Old Stone – Johnny Ma
- Park – Sofia Exarchou
- Prank – Vincent Biron
- Die rote Schildkröte (La tortue rouge) – Michael Dudok de Wit
- Sandsturm (Sufat Chol) – Elite Zexer
- Werewolf – Ashley McKenzie
- Wùlu – Daouda Coulibaly

### Next Wave

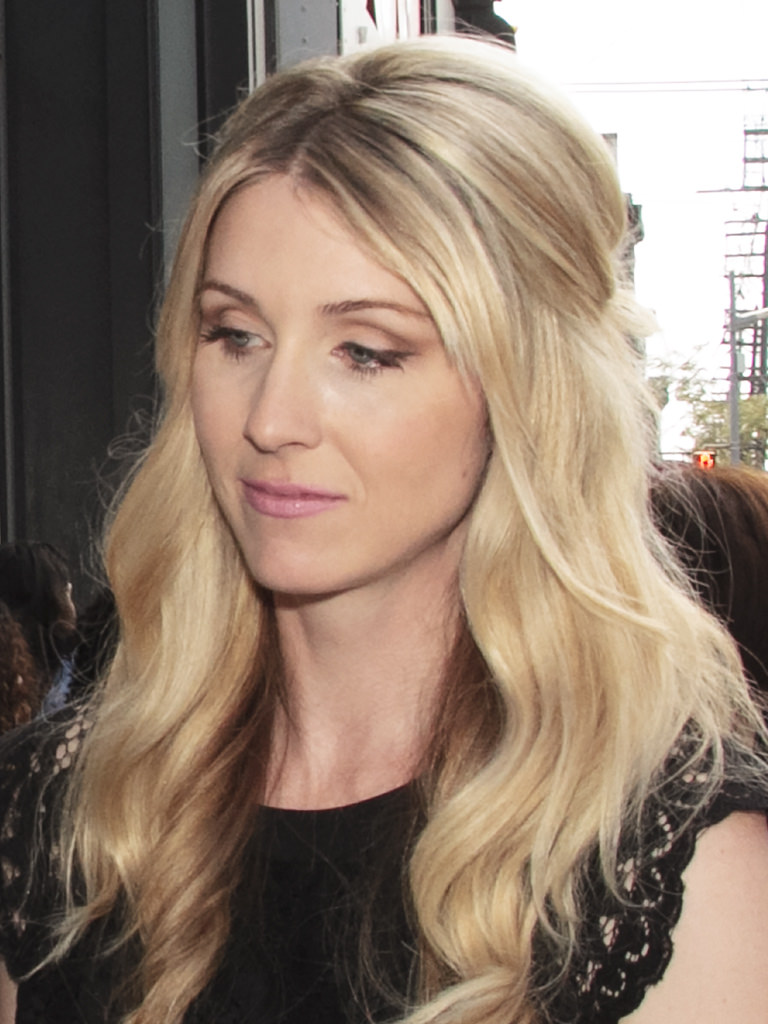
Kelly Fremon Craig stellte ihren Film The Edge of Seventeen vor

Die Filme in der Sektion Next Wave sind auf ein jüngeres Publikum ausgerichtet.
- Divines – Houda Benyamina
- The Edge of Seventeen – Das Jahr der Entscheidung (The Edge of Seventeen) – Kelly Fremon Craig
- Handsome Devil – John Butler
- India in a Day – Richie Mehta
- Layla M. – Mijke de Jong
- Moonlight – Barry Jenkins
- My Entire High School Sinking Into the Sea – Dash Shaw
- Noces – Stephan Streker
- The Wedding Ring (Zin’naariyâ!) – Rahmatou Keïta
- Window Horses (The Poetic Persian Epiphany of Rosie Ming) – Ann Marie Fleming

### Midnight Madness

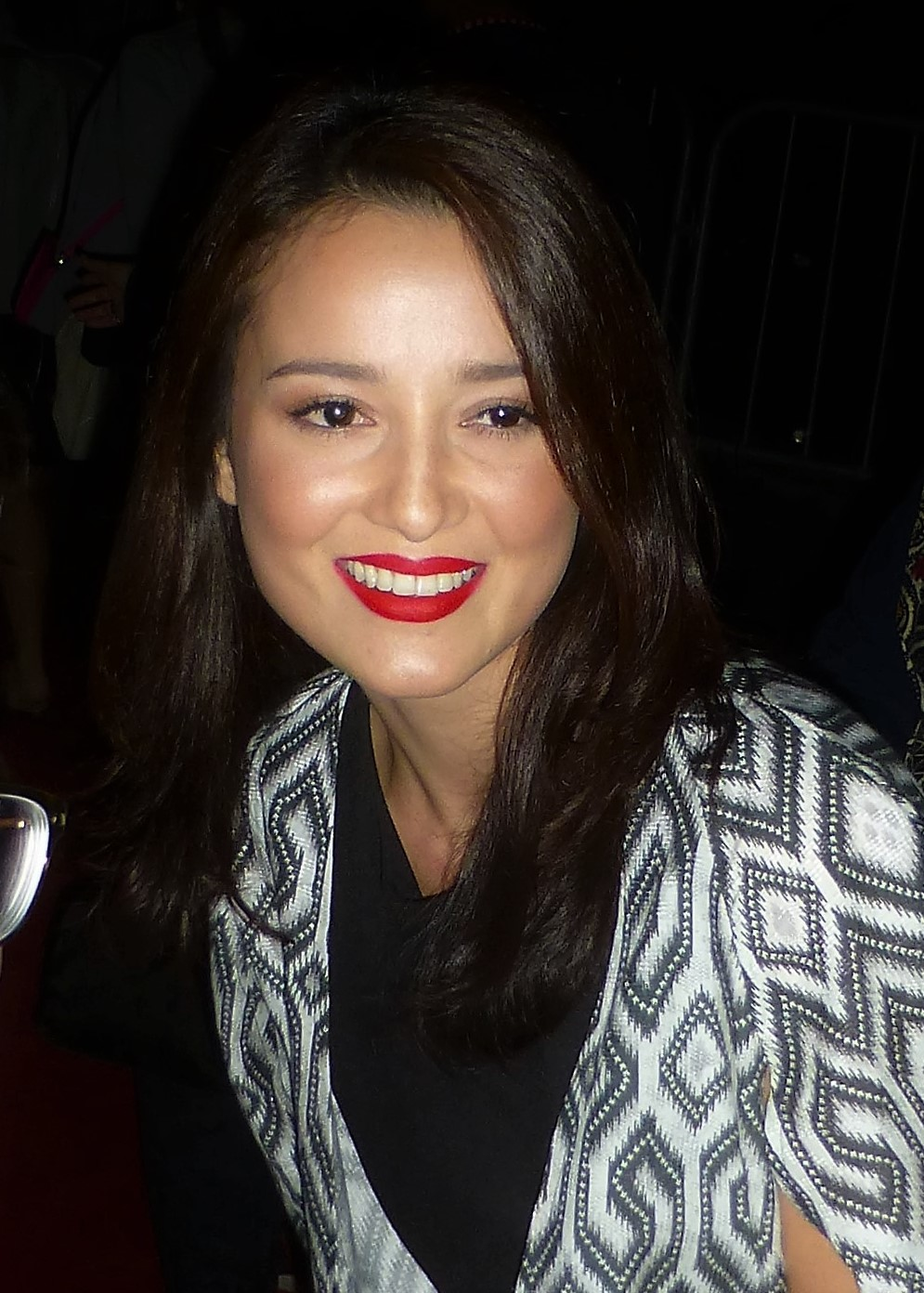
Julie Estelle bei der Premiere von Headshot

In der Sektion Midnight Madness wurden Action-, Horror- und Fantasyfilme vorgestellt.
- The Autopsy of Jane Doe – André Øvredal
- Das Belko Experiment (The Belko Experiment) – Greg McLean
- Blair Witch – Adam Wingard
- Dog Eat Dog – Paul Schrader
- Free Fire – Ben Wheatley
- The Girl with All the Gifts – Colm McCarthy
- Headshot – Timo Tjahjanto und Kimo Stamboel
- Rats – Morgan Spurlock
- Raw (Grave) – Julia Ducournau
- Sadako Vs. Kayako – Kōji Shiraishi

### Platform

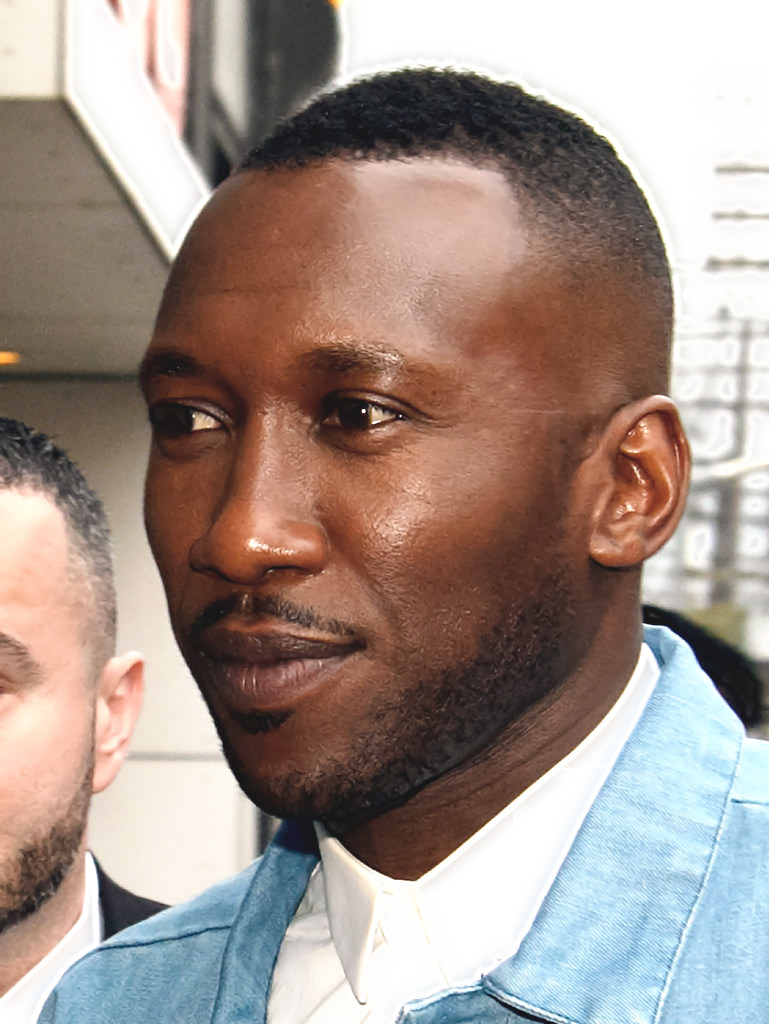
Der Schauspieler Mahershala Ali bei der Premiere des Films Moonlight

Die Sektion Platform war auf die Arbeit der Regisseure fokussiert.
- Daguerrotype – Kiyoshi Kurosawa
- Goldstone – Ivan Sen
- Heal the Living – Katell Quillévéré
- Hema Hema: Sing Me a Song While I Wait – Khyentse Norbu
- Home – Fien Troch
- Jackie – Pablo Larraín
- Lady Macbeth – William Ordroyd
- Layla M. – Mijke De Long
- Maliglutit (Searchers) – Zacharias Kunuk
- Moonlight – Barry Jenkins
- Nocturama – Bertrand Bonello
- Those Who Make Revolution Halfway Only Dig Their Own Graves – Mathieu Denis und Simon Lavoie[15]

### TIFF Kids

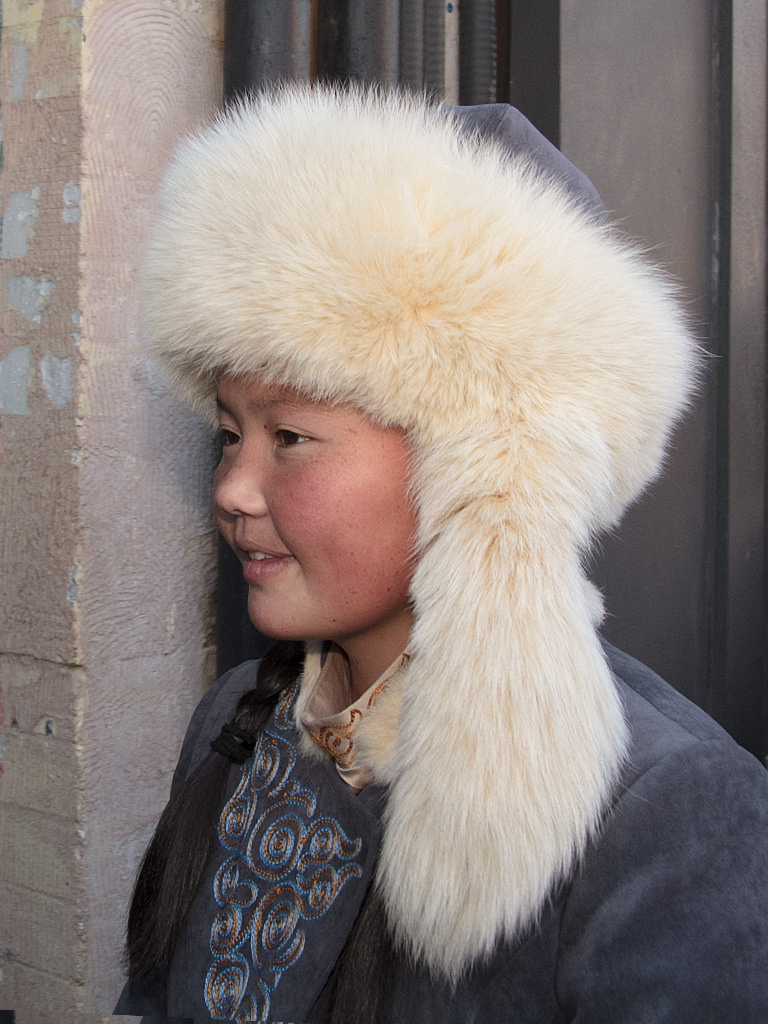
Aisholpan Nurgaiv bei der Premiere von The Eagle Huntress

Im Rahmen von TIFF Kids wurden Kinderfilme gezeigt.
- The Eagle Huntress – Otto Bell
- The Day My Father Became a Bush (Toen mijn vader een struik werd) – Nicole van Kilsdonk
- My Life as a Courgette (Ma Vie de Courgette) – Claude Barras
- Miss Impossible (Jamais contente) – Emilie Deleuze

### Schlussfilm
- The Edge of Seventeen – Das Jahr der Entscheidung (The Edge of Seventeen) – Kelly Fremon Craig[16]

## Auszeichnungen
- Auszeichnung mit dem Grolsch People's Choice Award: La La Land von Damien Chazelle
- Auszeichnung mit dem Grolsch People’s Choice Midnight Madness Award: Free Fire von Ben Wheatley
- Auszeichnung mit dem Grolsch People’s Choice Documentary Award: I Am Not Your Negro von Raoul Peck
- Auszeichnung mit dem Short Cuts Award for Best Canadian Short Film: Mutants von Alexandre Dostie
- Auszeichnung mit dem Short Cuts Award for Best Short Film: Imago von Ribay Gutierrez
- Auszeichnung mit dem City of Toronto Award for Best Canadian First Feature Film: Old Stone von Johnny Ma
- Auszeichnung mit dem Canada Goose Award for Best Canadian Feature Film: Those Who Make Revolution Halfway Only Dig Their Own Graves von Mathieu Denis und Simon Lavoie
- Auszeichnung mit dem Prize of the International Federation of Film Critics (FIPRESCI) in der Sektion Discovery: Kati Kati von Mbithi Masya
- Auszeichnung mit dem Prize of the International Federation of Film Critics (FIPRESCI) in der Sektion Special Presentations: I Am Not Madame Bovary von Feng Xiaogang
- Auszeichnung mit dem NETPAC Award for World or International Asian Film Premiere: In Between von Maysaloun Hamoud
- Auszeichnung mit dem Toronto Platform Prize: Jackie von Pablo Larraín
- Auszeichnung mit dem Dropbox Discovery Programme Filmmakers Award: Jeffrey von Yanillys Perez[4]